# En route (roman)
Pour les articles homonymes, voir En route.
En route est un roman de Joris-Karl Huysmans, publié en 1895. 
Ce volume ouvre la « trilogie de la conversion », que complètent La Cathédrale (1898) puis L'Oblat (1901).

## Histoire
On y suit les aventures intérieures de Durtal, personnage déjà présent dans son roman précédent Là-bas (1891), et qui est un double littéraire de Huysmans.
Hanté par ses débauches passées, Durtal cherche à se soulager en courant les églises de Paris, en quête de plain-chant et d'art sacré. Il se lie avec l'abbé Gévresin qui devient son directeur de conscience. Celui-ci l'invite à poursuivre sa conversion et l'introduit à la Trappe de Notre-Dame-de-l'Âtre pour y suivre une retraite.
La deuxième partie du roman est le récit de ce séjour à la trappe, au cours duquel Durtal découvre la vie monastique, oubliant peu à peu ses réticences. 
Depuis qu'il s'est détaché du courant naturaliste au milieu des années 1880 (avec À Rebours notamment), Huysmans introduit dans ses romans des parties « encyclopédiques. » En route est ainsi prétexte à passer en revue l'histoire de la mystique catholique.

## Analyse

### Le sens du titre:En route
En réalité, En route n'est pas vraiment le roman d'une conversion. Le deuxième chapitre commence par la question : « Comment était-il redevenu catholique, comment en était-il arrivé là ? » Le fait est donc acquis, ce n'est pas un dénouement. Quelques lignes plus loin, Huysmans écrit : « […] la seule chose qui me semble sûre, c'est qu'il y a eu, dans mon cas, prémotion divine, grâce ». L'aveu qui rend publique cette conversion en est la dernière étape. Après cet aveu : 

« on ne peut plus se soustraire aux exigences de la vie religieuse, on devient pèlerin, on se met « en route ». C'est l'objet du roman, comment vivre après la conversion (et donc quel roman écrire, et comment l'écrire). »

### Espace et temps dansEn route
Dominique Millet-Gérard établit une rupture d'écriture avec les romans précédents de Huysmans : 

« En route (1895) est le premier roman de Huysmans à jouer sur des temporalités et représentations de l'espace complexes et contrastées, qui semblent ramener le lecteur à une conception plus traditionnelle du genre romanesque : impression qui demande certes à être nuancée, dans un système d'énonciation où monologue intérieur et style indirect libre imposent à la narration un constant infléchissement narcissique vers une première personne omniprésente ; aussi les catégories d'espace et de temps y jouent-elles en réalité un rôle réfléchissant, et nous renvoient-elles à l'intériorité problématique du personnage, qu'il semble construire cette fois sans le recours initial à des modèles archétypiques, à partir d'une captation du calendrier et du paysage.
On peut distinguer trois temporalités dans En route, la temporalité civile, qui est celle de la première partie, la temporalité liturgique qui s'y superpose, et enfin une poétique des saisons qui leur apporte un contrepoint psychologique et métaphorique. »

## «Je suis hanté par le Catholicisme»
Le début du roman évoque le scepticisme du personnage à l'égard de la foi, son déchirement entre la puissance attractive des rituels catholiques et son impiété dès qu'il sort de l'église.

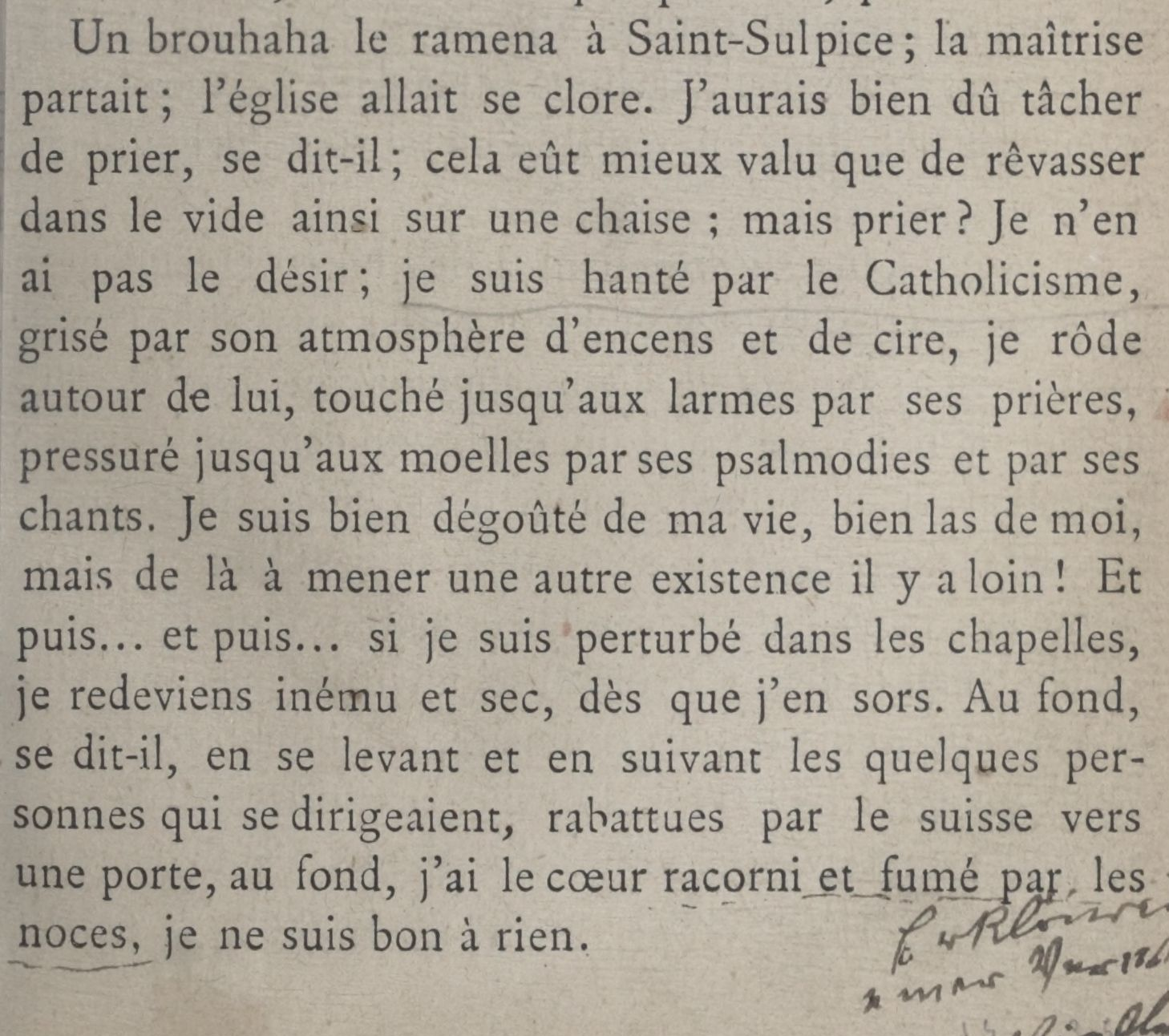
je suis hanté par le Catholicisme, Huysmans.

## La Trappe

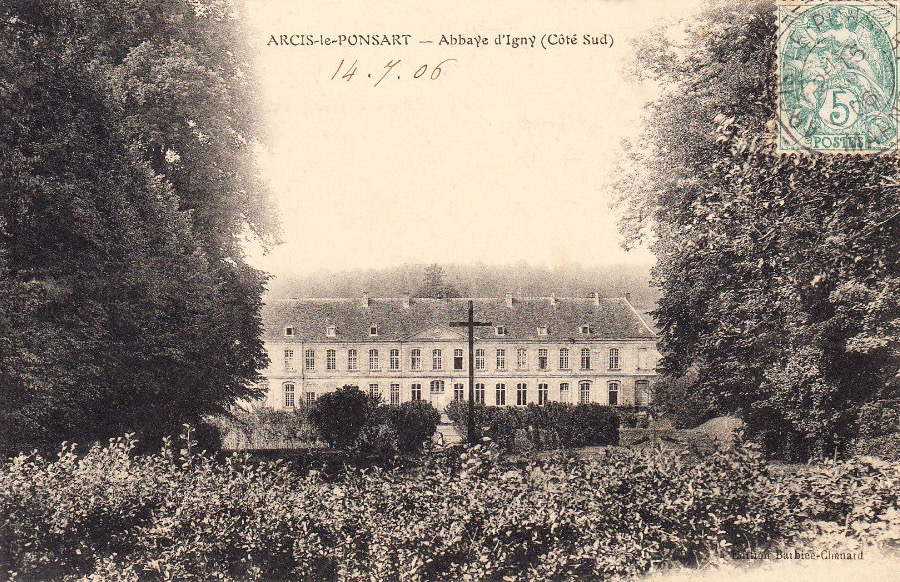
Abbaye d'Igny avant 1914.

Dans une réédition du livre, en 1897, Huysmans a révélé que la Trappe cistercienne de Notre-Dame-de-l'Âtre était en réalité la Trappe de Notre-Dame-d'Igny, située près de Fismes dans la Marne : « Les descriptions que j'en rapportai sont exactes, les renseignements que je relate sur le genre de vie que l'on mène dans ce monastère sont authentiques ; les portraits des moines que j'ai peints sont réels. Je me suis simplement borné, par convenance, à changer les noms ».
Huysmans a effectué trois séjours à l'abbaye Notre-Dame-d'Igny : du 12 au 20 juillet 1892, du 5 au 9 août 1893, et en octobre 1894. Affaibli par la maladie, il y est revenu une ultime fois, en juillet 1906.
L'édifice dans lequel Huysmans s'est attardé quelques semaines a été détruit à l'explosif par les Allemands, lors de leur retraite en mai 1918, à l'occasion de la seconde bataille de la Marne.

## Réception de l'œuvre
En route, sorti à l'origine chez Stock (puis réédité chez Plon), est le roman de Huysmans qui s'est le mieux vendu, bien qu'il eût reçu un accueil critique mitigé, et qu'il eût été particulièrement attaqué dans certains milieux catholiques. Car bien qu'il y narre l'histoire sincère de sa conversion, Huysmans, avec son humour piquant, brosse un portrait peu flatteur des membres du clergé séculier et des fidèles de l'Église.
En 1951, la diffusion de l'ouvrage atteignait soixante-quinze mille exemplaires. Mais il disparaît de l'univers éditorial : « À Rebours bénéficiait de la mode « fin-de-siècle », En route souffrait de l'extinction d'une catégorie, la « littérature catholique », dans laquelle on l'avait peut-être un peu imprudemment rangé. C'était autrefois, dans les foyers catholiques, le « manuel du pénitent », qui, avec L'Oblat, traité de liturgie, et La Cathédrale, code du symbolisme, ouvrait l'accès de la beauté chrétienne. L'après-guerre et l'existentialisme ont balayé cette littérature de familles bien-pensantes… ».

## Édition audio
- Joris-Karl Huysmans (auteur) et Christian Attard (narrateur), litteratureaudio.com, 28 janvier 2018 (écouter en ligne) Téléchargement MP3, sous forme de fichiers séparés ou d'archives groupées ; durée : 12 h 20 min environ.